# Botrugno
Botrugno ist eine südostitalienische Gemeinde (comune) mit 2623 Einwohnern (Stand 31. Dezember 2023) in der Provinz Lecce in Apulien. Die Gemeinde liegt etwa 35 Kilometer südlich von Lecce im Salento und gehört zur Unione delle Terre di Mezzo.

## Geschichte
Aus der prähistorischer Zeit existiert ein etwa 135 cm hoher Menhir im Gemeindegebiet.

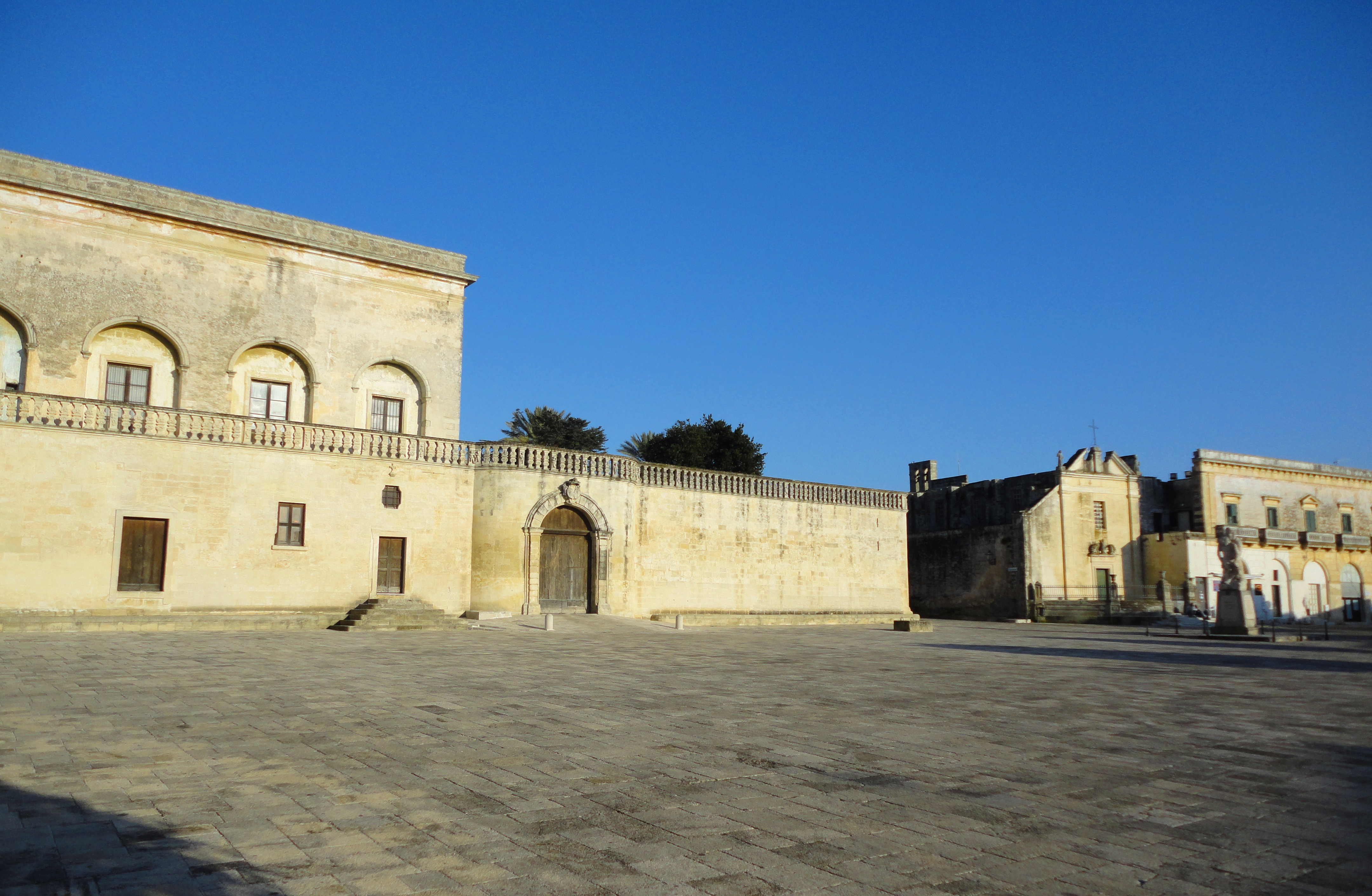
Unabhängigkeitsplatz in Botrugno

Die Gemeinde geht auf eine Stadtgründung der Griechen zurück. 1193 gibt Tankred von Lecce das Besitztum an Lancellotto Capace ab.
Seit 1958 ist Botrugno eine eigenständige Gemeinde.

## Verkehr
Durch die Gemeinde führt die Strada Statale 275 di Santa Maria di Leuca von Maglie nach Santa Maria di Leuca.